# Попытка государственного переворота в Камеруне (1984)
Попытка государственного переворота произошла в Камеруне в 1984 году, когда охранники президентского дворца безуспешно пытались свергнуть президента Поля Бийя. В результате мятежа 6 апреля 1984 года начались боевые действия, продлившиеся несколько дней. Попытка государственного переворота широко рассматривается как одно из самых важных событий в истории Камеруна с момента обретения независимости в 1960 году.

## События
После почти 23 лет пребывания на посту президента Камеруна Ахмаду Ахиджо ушел в отставку по неясным причинам в ноябре 1982 года, его сменил премьер-министр Поль Бийя. Несмотря на свою отставку, Ахиджо оставался президентом Национального союза Камеруна (CNU), правящей партии, и сохранил огромное политическое влияние. Хотя отставка Ахиджо была добровольной, и поначалу он был доволен преемником (хотя Бийя был христианином с юга, а Ахиджо мусульманином с севера), в 1983 году между ними возникла борьба за власть. Ахиджо пытался утвердить свое превосходство, утверждая, что партия должна принимать политические решения, а государство должно просто выполнять их, но Бийя, в свою очередь, указал, что конституция возлагает ответственность за определение политики на президента республики. Ахиджо уехал в изгнание в июле 1983 года, а 22 августа 1983 года Бийя публично обвинил Ахиджо в заговоре с целью государственного переворота, одновременно уволив двух ключевых сторонников Ахиджо — премьер-министра Майгари Белло Буба и министра вооруженных сил Майкано Абдулайе. Ахиджо резко критиковал Бийя из ссылки, обвиняя его в паранойе и плохом управлении, и ушел с поста президента CNU. В феврале 1984 года он был заочно приговорен к смертной казни по обвинению в причастности к перевороту в 1983 году, хотя впоследствии Бийя заменил приговор на пожизненное заключение.
В начале апреля 1984 года президент Бийя приказал убрать всех охранников президентского дворца с преимущественно мусульманского севера, вероятно, потому, что он был предупрежден о заговоре с участием этих солдат. Инакомыслящие члены дворцовой гвардии быстро отреагировали на этот приказ восстанием против Бийи; лидеры заговора, возможно, были вынуждены преждевременно начать свою попытку переворота из-за приказа Бии переместить солдат подальше от столицы Яунде. Важным фактором были ВВС Камеруна, которые остались верны президенту. После нескольких дней ожесточенных боев в Яунде сторонники Бийя нанесли поражение повстанцам. По оценкам правительства, число погибших варьировалось от 71 (по данным правительства) до 1 000.. Вскоре после этого были арестованы более 1000 диссидентов, 35 из них были немедленно приговорены к смертной казни и казнены. Правительство объявило чрезвычайное положение сроком на шесть месяцев в Яунде и окрестностях.
Хотя Ахиджо не был открыто причастен к попытке переворота, было широко распространено мнение, что он организовал это из изгнания. За провалом попытки государственного переворота последовала полная консолидация власти Бийя; в 1985 году он возобновил деятельность CNU под названием Камерунское народно-демократическое движение (CPDM).